# Kleine Gelbfledermaus

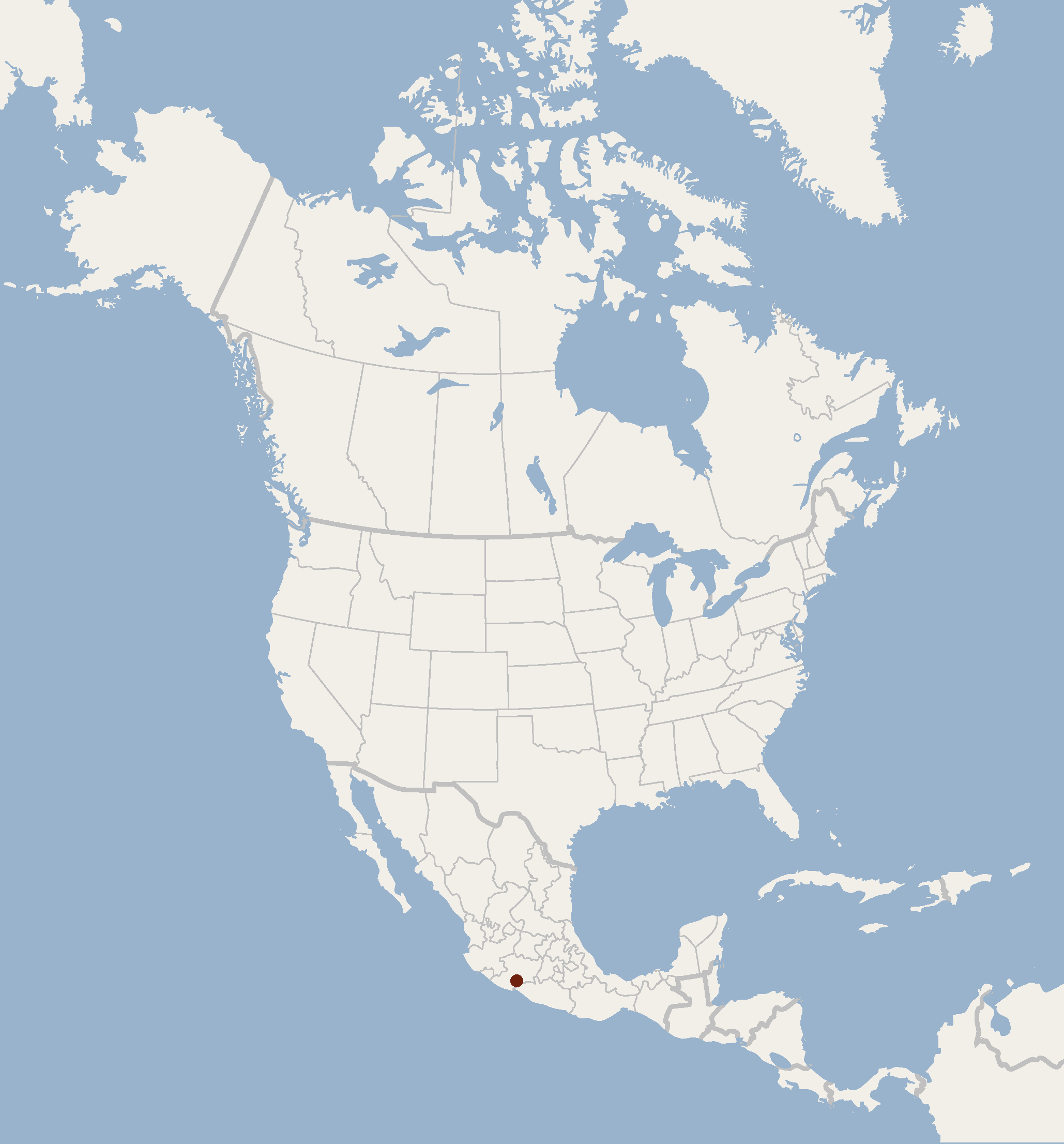
Skizze mit der Lage des Stausees

Die Kleine Gelbfledermaus (Rhogeessa mira) ist ein im westlichen Mexiko verbreitetes Fledertier in der Gattung der Gelbfledermäuse. Das Typusexemplar stammt aus der Umgebung der Talsperre El Infiernillo.

## Merkmale
Diese Art ist einer der kleinsten Gattungsvertreter und die kleinste Fledermaus in Mexiko. Für zwei Exemplare wurden Gesamtlängen von 64 und 72 mm ermittelt, der Schwanz war 26 und 33 mm lang und das Gewicht lag bei 25 sowie fast 28 g. Es sind etwa 5 mm lange Hinterfüße und 10 bis 12 mm lange Ohren vorhanden. Typisch für die Gattung hat das Fell der Tiere eine gelbbraune Farbe. Dazu bilden die dunklen Ohren einen Kontrast. Kennzeichnend ist weicher Zahnschmelz an den Seiten der Eckzähne. Die 30 Zähne verteilen sich nach der Zahnformel I 1/3, C 1/1, P 1/2, M 3/3.

## Verbreitung und Lebensweise
Die Kleine Gelbfledermaus ist auf das Gebiet um die Talsperre El Infiernillo und um den sie entwässernden Fluss Río Balsas beschränkt. Die Tiere wurden zwischen 125 und 340 Meter über Meereshöhe angetroffen. Sie halten sich oft an Wasserläufen, die in die Talsperre münden, auf. In der Region gibt es trockene Wälder, Galeriewälder, dornige Strauchflächen und Stellen mit Kakteen. Manchmal werden auch Plantagen von den Tieren aufgesucht.
Vermutlich besteht die Nahrung aus kleinen Insekten, während die Allen-Gelbfledermaus (Rhogeessa alleni) und die Tres-Marias-Gelbfledermaus (Rhogeessa parvula) im selben Gebiet größere Insekten jagen.

## Bestand
Der weitere Ausbau der Talsperre El Infiernillo wirkt sich nach Einschätzung von Biologen negativ auf den Bestand der Art aus. Die IUCN schätzt die Größe aller Reviere zusammen auf 6.700 km² und listet die Kleine Gelbfledermaus als gefährdet (vulnerable).